# Saviour Machine
Saviour Machine est un groupe américain de metal gothique chrétien.

## Histoire
Le groupe est formé en 1989. Les paroles de Saviour Machine traitent de la guerre, la mort et l'introspection.
Saviour Machine se tourne vers la trilogie Legend. Legend est présenté comme « la bande originale non officielle de la fin du monde » dans les documents promotionnels, en raison de son étude des prophéties bibliques de la fin des temps. La trilogie Legend comprend quatre CD studio totalisant plus de cinq heures de musique. Legend I et Legend II sortent respectivement en 1997 et 1998. La composition du groupe en studio est restée la même jusqu'à Legend II, après quoi Jeff Clayton et Jayson Heart quittent le groupe. Legend III:I sort en 2001. Le dernier disque tant attendu, Legend III:II, devait sortir le 7 juillet 2007. Les parties I à III:I de Legend sont publiées par MCM Music et Massacre Records, mais Legend III:II sort indépendamment Le 27 mai 2007, Eric Clayton publie une déclaration sur le blog Myspace de Saviour Machine disant qu'en raison de problèmes de santé, il ne serait pas en mesure de terminer Legend III:II à temps pour la date de sortie du 7 juillet. Il publie des samples de mixages bruts de chaque chanson de Legend III:II sur seventhcircle.net tout au long du mois de juillet.
La plupart des textes de la série Legend sont basés sur l'Apocalypse et d'autres prophéties bibliques. Le premier album s'inspire de l'Ancien et du Nouveau Testament, à l'exception de l'Apocalypse, et comprend des références bibliques et une concordance. Legend II continue là où la première partie se termine - la montée de l'antéchrist. Musicalement, les albums Legend montrent un raffinement supplémentaire du style rock et de la musique classique de Saviour Machine.
Saviour Machine donne un nombre limité de concerts aux États-Unis, en Allemagne et à Mexico depuis qu'il a entrepris la trilogie Legend. Un deuxième album live est publié en 2002, toujours à l'occasion du Owen Teck Rocknight à Owen, en Allemagne. Live in Deutschland 2002 contient des extraits de Legend I, Legend II et Legend III:I.
Selon une interview d'Eric Clayton lors du Wacken Open Air 2017 ainsi que des déclarations sur la page Facebook et la chaîne YouTube du groupe, ils travaillent sur un nouvel album qui sort dans le futur. Il ne fera pas partie de la Legend-trilogy, mais suivra les deux premières sorties du groupe. 

## Discographie
- 1990 : Saviour Machine (démo) (réédité en 1997)
- 1993 : Saviour Machine I (Frontline Records)
- 1994 : Saviour Machine II (Frontline Records)
- 1994 : Saviour Machine II (Pila Music)
- 1994 : Saviour Machine II (Pila Music)
- 1995 : Saviour Machine II (MCM Music)
- 1995 : Saviour Machine I (MCM Music)
- 1995 : Saviour Machine II (Massacre Records)
- 1996 : Live in Deutschland (album live ; VHS)
- 1997 : Legend Part I (MCM Music)
- 1998 : Legend Part II (MCM Music)
- 1998 : Behold A Pale Horse (maxi-single, MCM Music)
- 2001 : Synopsis (An Introduction to the Artist) (MCM Music)
- 2001 : Legend Part III:I (MCM Music)
- 2003 : Live in Deutschland 2002 (album live, MCM Music)
- 2006 : Rarities / Revelations (limitierte 4-CD-Box)
- 2007 : Legend Part II - 2 Disc Limited Signature Edition
- 2007 : Legend Part III:I - 2 Disc Limited Signature Edition
- 2008 : Legend Part I - 2 Disc Limited Signature Edition